# Marko Mišić
Marko Mišić (Zagreb, 9. rujna 1992.) je hrvatski nogometaš. Njegov brat Darko je također nogometaš.

## Karijera
Seniorsku karijeru započinje u momčadi sesvetske Croatije iz koje prelazi u bh. prvoligaša NK Jedinstvo Bihać. Nakon Jedinstva jednu polusezonu nastupa u redovima uskopaljske Sloge te nakon toga pristupa NK Vitez. Za Vitez je nastupio u 11 utakmica i pritom postigao 3 pogotka. Tijekom zimskog prijelaznog roka 2013. prelazi u redove premijerligaša Olimpica. 
Za Olimpic je debitirao pogotkom 9. ožujka 2013. u utakmici protiv momčadi Gradine. Početkom sezone 2012./13. vraća se u, sada premjerligaški, NK Vitez. Početkom 2015. prelazi u redove federalnog prvoligaša Čapljine, zatim u istoj ligi nastupa za ljubušku Slogu i gabeoski GOŠK. Kasnije igra za NK Naftaš Ivanić-Grad, a potom odlazi u Švicarsku gdje igra za Etoile Carouge FC i FC Bavois.

## Vanjske poveznice
- Profil na transfermarkt.de